# Investigação do Tribunal Penal Internacional na Ucrânia
A investigação do Tribunal Penal Internacional na Ucrânia é uma investigação em curso pelo procurador do Tribunal Penal Internacional (TPI), Karim Ahmad Khan, sobre crimes de guerra e contra a humanidade que podem ter ocorrido desde 21 de novembro de 2013, durante a Revolução de Dignidade e em uma "base aberta" durante a Guerra Russo-Ucraniana, incluindo a anexação da Crimeia à Rússia em 2014, a guerra em Donbas e a invasão na Ucrânia em 2022. O promotor do TPI iniciou essas investigações em 2 de março de 2022, depois de receber encaminhamentos sobre a situação na Ucrânia de 39 Estados Partes do TPI.

## Verificação preliminar
Desde fevereiro de 2022, a Ucrânia não faz parte do Estatuto de Roma do Tribunal Penal Internacional (TPI). Em 2014 e 2015, o governo da Ucrânia fez dois pedidos formais para o TPI investigar quaisquer crimes de guerra russos e crimes contra a humanidade que podem ter ocorrido na Ucrânia nos protestos de Euromaidan em 2014 e agitação civil, a anexação da Crimeia e a guerra em Donbas. A primeira declaração foi para as datas de 21 de novembro de 2013 a 22 de fevereiro de 2014, cobrindo todo o território da Ucrânia. A segunda declaração solicitava uma investigação estendida a partir de 20 de fevereiro com data indefinida, novamente para todo o território ucraniano.
Em 25 de abril de 2014, o Tribunal Penal Internacional (TPI) iniciou um exame preliminar de crimes contra a humanidade. Em 11 de dezembro de 2020, o Promotor do TPI concluiu que "havia uma base razoável para acreditar que crimes de guerra e crimes contra a humanidade foram cometidos", que os "supostos crimes identificados seriam admissíveis" e que havia "uma base razoável para investigação, sujeita a autorização judicial".

## Mandados
Em 22 de fevereiro de 2023, Karim Ahmad Khan solicitou à Câmara de Pré-Julgamento II a emissão de mandados de prisão contra Vladimir Putin e Maria Lvova-Belova, comissária presidencial para os Direitos da Criança na Rússia, com base em "motivos razoáveis" de que eles "têm responsabilidade criminal pela deportação ilegal e transferência de crianças ucranianas de áreas ocupadas da Ucrânia para a Federação Russa, contrariamente ao artigo 8(2)(a)(vii) e artigo 8(2)(b) (viii) do Estatuto de Roma". Khan afirmou que "pelo menos centenas de crianças" foram deportadas para a Rússia e que Putin emitiu decretos presidenciais tornando mais fácil dar às crianças a cidadania russa. O gabinete de Khan interpretou os eventos como "uma intenção de remover permanentemente crianças de seu próprio país". Em 17 de março de 2023, a Câmara de Instrução emitiu mandados de prisão para Putin e Lvova-Belova.

## Recursos
Em 4 de março de 2022, os ministros da justiça da União Europeia (UE) solicitaram à Eurojust que financiasse as investigações de crimes de guerra e crimes contra a humanidade pelos tribunais nacionais e pelo TPI. Em 23 de março de 2022, o Ministério das Relações Exteriores da França declarou que forneceria 500 mil euros em financiamento adicional ao TPI e aumentaria as verbas "se necessário".